# Socata TB-20
Pour les articles homonymes, voir Trinidad.
La gamme des Socata TB fut conçue au début des années 1980 en remplacement du Rallye, lui-même dérivé des anciens Morane-Saulnier. Ce sont des avions légers destinés aux voyages de loisir ou d'affaires.

## Historique
Le TB-20 a effectué son premier vol le 14 novembre 1980 et a été certifié en France le 18 décembre 1981. Le premier client a été livré en mars 1982. Il était à sa sortie le deuxième avion monomoteur en Europe (après le Wassmer Super IV-21 en 1971) à disposer d'un train rentrant et d'une hélice à calage variable. Il est naturellement devenu le principal avion d'entraînement utilisé pour les pilotes désirant passer une qualification professionnelle.
Le succès de la gamme sera dû à la grande qualité ergonomique de son poste de pilotage, qui était une vraie évolution par rapport à ce qui se faisait à l'époque en aviation légère.
Les TB-20 et TB-21 seront parmi les très rares avions européens à connaître un succès commercial aux États-Unis.
La gamme a été modernisée en 2000 pour donner les versions GT (Generation Two). Les caractéristiques principales n'ont pas changé, mais la cabine a été redessinée et offre plus d'espace intérieur.
Depuis 2004, il est uniquement fabriqué sur commande dans les usines Socata à Tarbes, ville d'où il tire son nom.
En septembre 2004, 2 200 avions de la gamme TB ont été fabriqués.
En 2010, Socata propose d'installer des glass cockpits Garmin G500 sur les TB-20 GT en service.

## Caractéristiques
Raymond de Cagny, responsable du marché des avions d'affaires du groupe Socata Aérospatiale de septembre 1975 à juillet 1980, a élaboré la planche du tableau de bord de cette gamme et en a confié la réalisation à M. Broyer, un concepteur issu des Automobiles Renault. La réalisation de la maquette de cette nouvelle planche de bord et habillage de cabine a été confiée à un réalisateur italien.[réf. nécessaire]

## Variantes

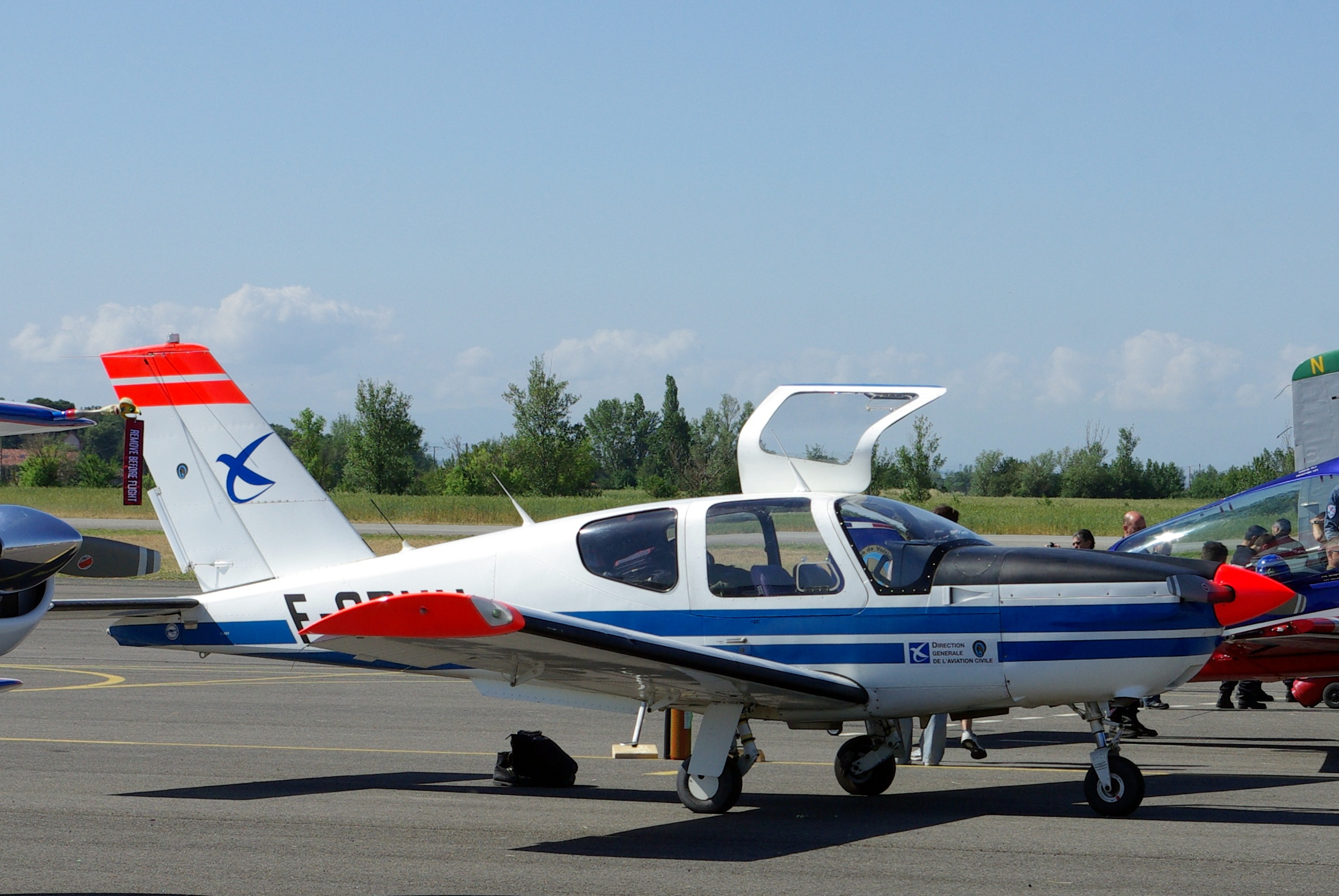
Un Socata TB-20 de l'ENAC au meeting aérien Airexpo sur l'aérodrome de Muret-Lherm le 28 mai 2011.

La gamme comporte cinq modèles tous basés sur la même cellule, se différenciant par leur motorisation :
- Le TB-9 Tampico est l'entrée de gamme, peu performant, il dispose d'un moteur Lycoming O-320 de 160 ch, d'un train fixe et d'une hélice à pas fixe (certains des premiers modèles étaient disponibles avec une hélice à pas variable). Sa vitesse de croisière maximale est de 212 km/h. Employé comme avion-école pour sa facilité de pilotage et d'entretien. En 2025, il coûte entre 80 000 et 120 000 euro selon les options[1].
- Le TB-10 Tobago est un avion civil d'aéroclub, étudié et réalisé pour le vol en ligne droite. Il dispose d'un moteur Lycoming O-360 de 180 ch, d'un train fixe et d'une hélice à pas variable, qui lui permettent une vitesse de croisière maximale de 235 km/h.
- Le TB-200 Tobago XL est une amélioration du TB-10 avec un moteur Lycoming IO-360 à injection de 200 ch ce qui améliore la vitesse de croisière maximale à 240 km/h et supprime les risques de givrage carburateur.
- Le TB-20 Trinidad dispose d'un moteur Lycoming IO-540 six cylindres à injection de 250 ch, d'un train rentrant et d'une hélice à pas variable. Sa vitesse de croisière maximale est de 302 km/h.
- Le TB-21 TC Trinidad est la version turbo du TB-20, son moteur Lycoming TIO-540 de 250 ch à turbo compresseur améliore les performances en altitude et permet une vitesse de croisière maximale de 352 km/h.

## Statistiques
| Immatriculations (en 2004) | France | États- Unis | Allemagne | Royaume- Uni | Australie | Pays-Bas | Iran | Nouvelle- Zélande | Canada | Total par modèle |
| -------------------------- | ------ | ----------- | --------- | ------------ | --------- | -------- | ---- | ----------------- | ------ | ---------------- |
| TB-21                      | 29     | 69          | 13        | 3            | 0         | 1        | 0    | 0                 | 4      | 119              |
| TB-20                      | 334    | 201         | 77        | 57           | 21        | 19       | 6    | 2                 | 6      | 723              |
| TB-200                     | 62     | 13          | 18        | 3            | 1         | 1        | 6    | 0                 | 1      | 105              |
| TB-10                      | 258    | 73          | 112       | 60           | 53        | 16       | 0    | 2                 | 3      | 577              |
| TB-9                       | 46     | 72          | 46        | 23           | 1         | 9        | 0    | 3                 | 0      | 200              |
| Somme                      | 729    | 428         | 266       | 146          | 76        | 46       | 12   | 7                 | 14     | 1724             |
| Total par pays             | 868    | 428         | 266       | 146          | 79        | 46       | 12   | 7                 | 13     | 1865             |